# Thomas Kleine
Pour les articles homonymes, voir Kleine.
Thomas Kleine est un footballeur allemand né le 28 décembre 1977 à Wermelskirchen. 

## Carrière
- 1998-2003 :  Bayer Leverkusen
- 2003-2007 :  SpVgg Greuther Fürth
- 2007 :  Hanovre 96
- 2008-2010 :  Borussia Mönchengladbach
- 2010-actuel :  SpVgg Greuther Fürth[2]

## Palmarès
- Borussia Mönchengladbach
  - Champion de 2.Bundesliga en 2008.

- SpVgg Greuther Fürth
  - Champion de 2.Bundesliga en 2012.